# Пятицветный кабезон
Пятицветный кабезон (лат. Capito quinticolor) — вид птиц семейства бородатковых.
Вид распространён на западе Колумбии и северо-западе Эквадора. Обитает в тропических низменных влажных лесах и вторичных лесах вдоль тихоокеанского побережья до 575 м над уровнем моря.
Голова и спина чёрные. У самцов верх головы и задняя часть шеи красные. На спине и крыльях есть жёлтые полосы. Горло белое, грудь и брюхо жёлтые. На боках есть чёрные пятна в форме капли. Клюв короткий и крепкий, серого цвета.
Обитает в верхнем ярусе лесов. Питается плодами деревьев, реже насекомыми. Сезон размножения приходится на период с апреля по август.